# Lista najwyższych budynków w Calgary

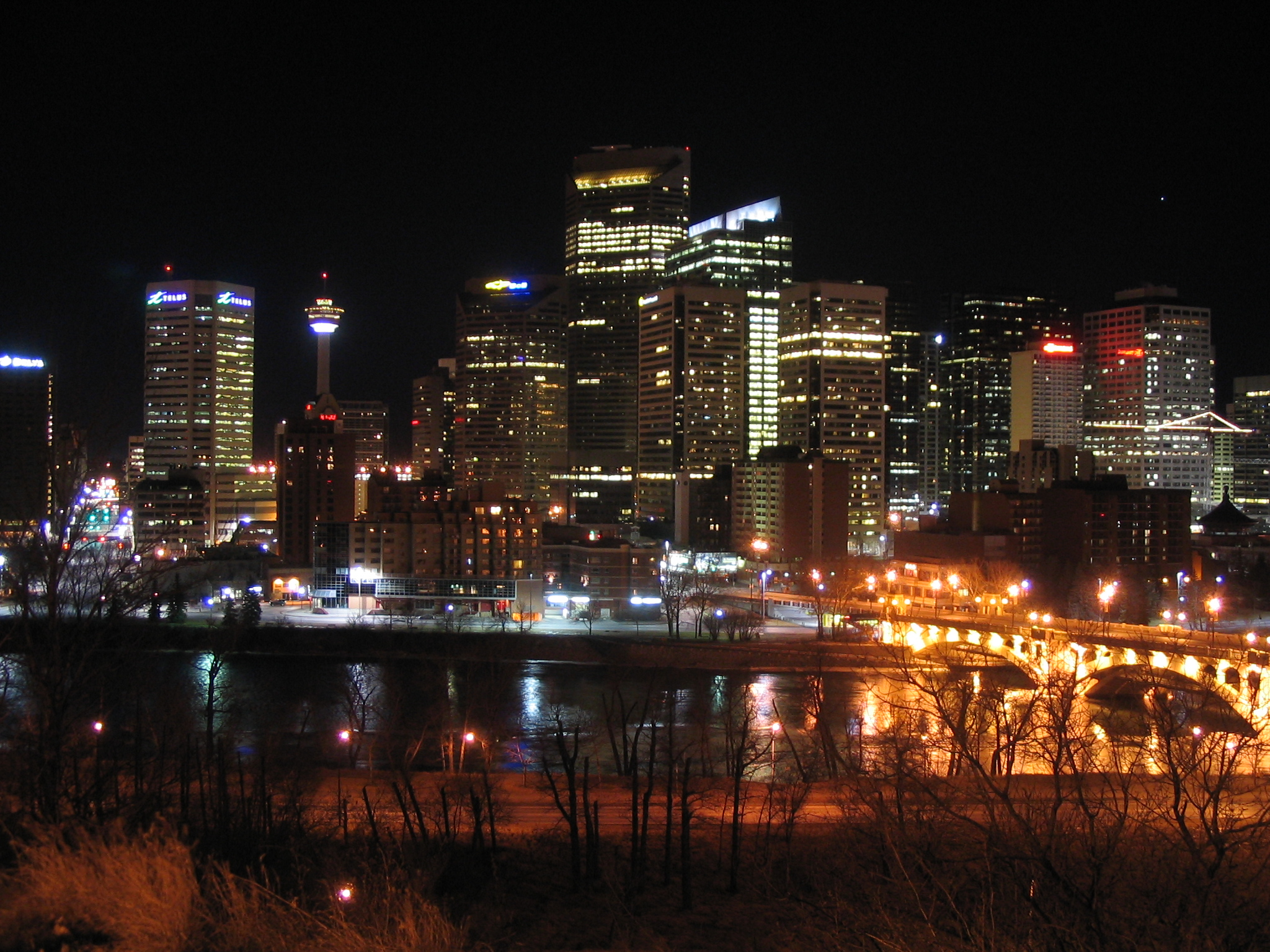
Centrum Calgary nocą

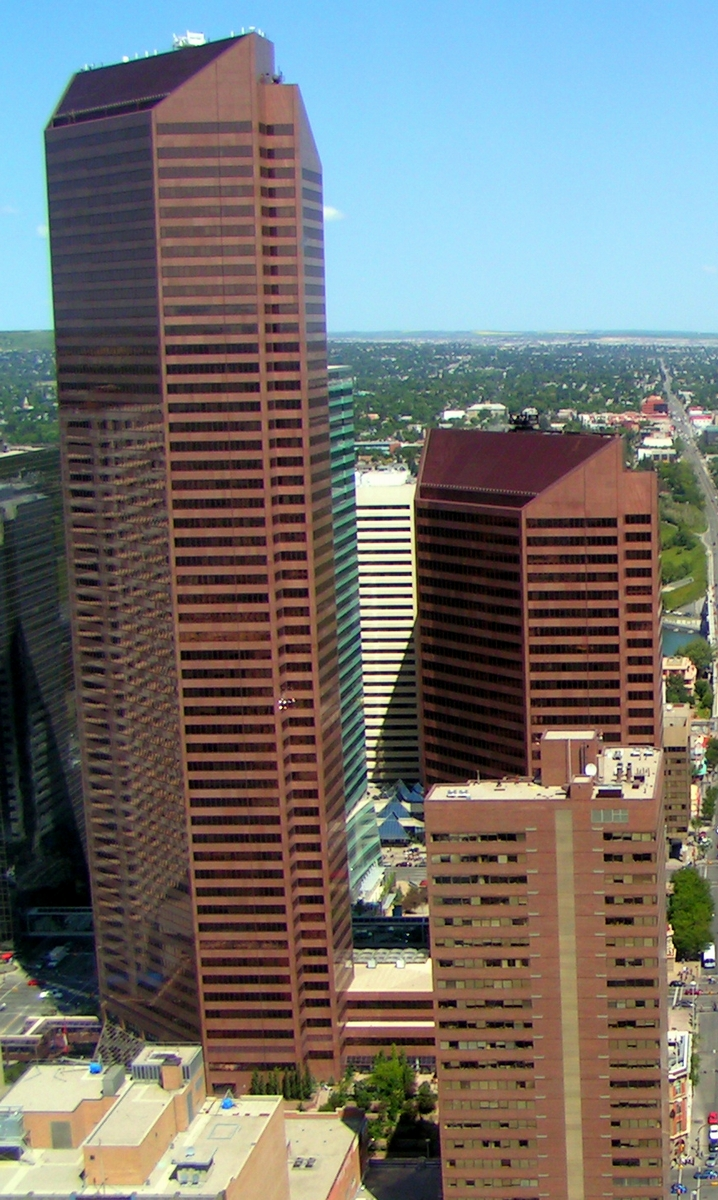
Petro-Canada Centre West Tower i East Tower

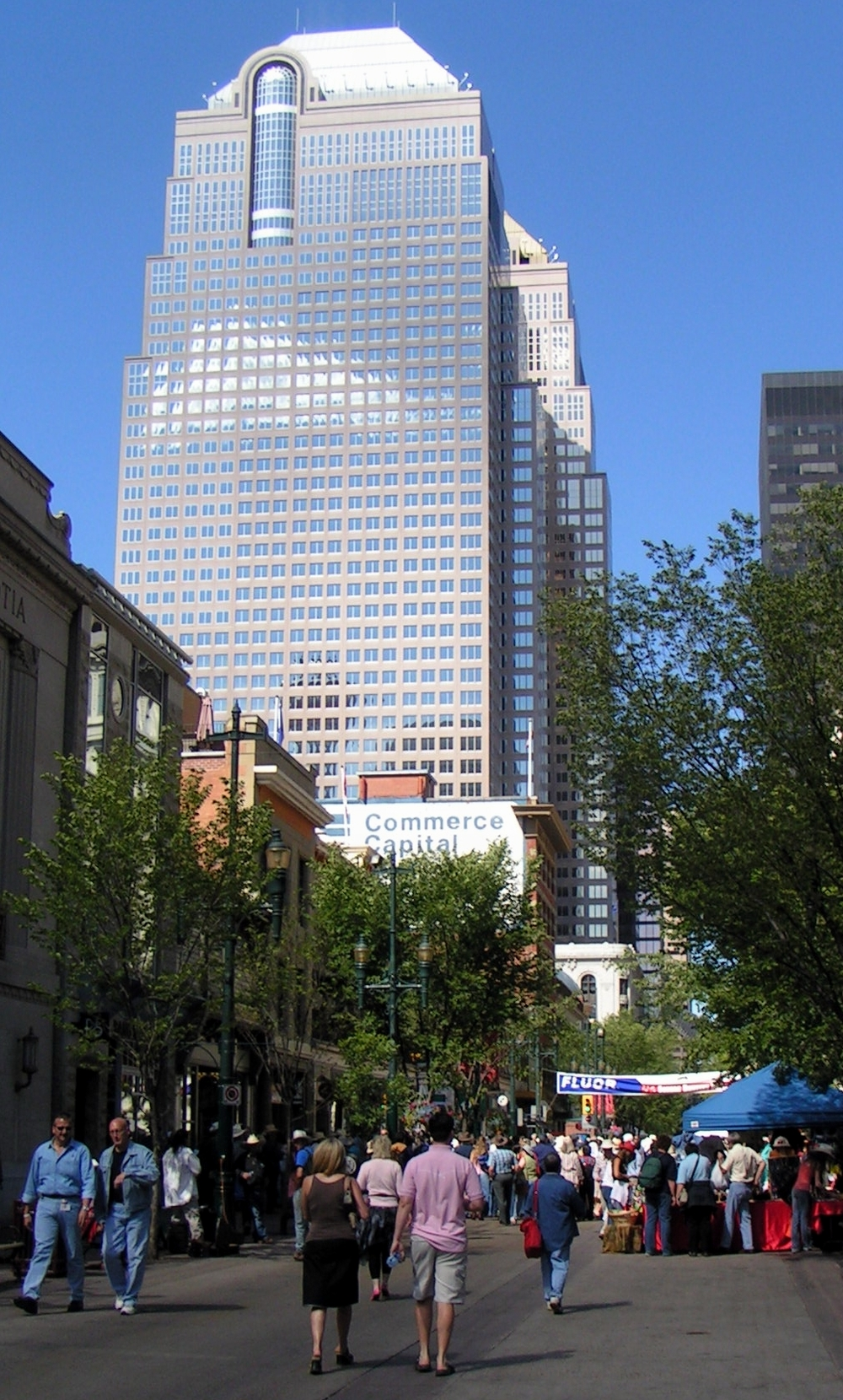
Bankers Hall East

Calgary jest jednym z większych miast w kanadyjskich. Pomimo tego, że jest znacznie mniejsze niż Montreal pod względem ilości i wysokości stojących tu budynków nie ustępuje mu na krok. Znajduje się tutaj jeden budynek którego wysokość przekracza 200 metrów wysokości. Ponad 150 metrów ma 10 budynków, a ponad 100 metrów, prawie 50. Podobnie jest w Montrealu. Innym podobieństwem jest czas ich budowania. W obu przypadkach gmachy te nie powstały w jakimś konkretnym okresie, lecz stopniowo. Jednak tutejsze drapacze chmur zaczęły się pojawiać kilkanaście lat później, bo w latach 70. Drugą różnicą jest to, że tutaj wysokie budynki nadal są budowane, podczas gdy w Montrealu, jedynie te niższe. Obecnie w Calgary w trakcie budowy są trzy wieżowce przekraczające 150 metrów wysokości, w tym The Bow, który ma pretendować do miana najwyższego w mieście. Ponadto, zatwierdzono projekty kilku innych.

## Piętnaście najwyższych

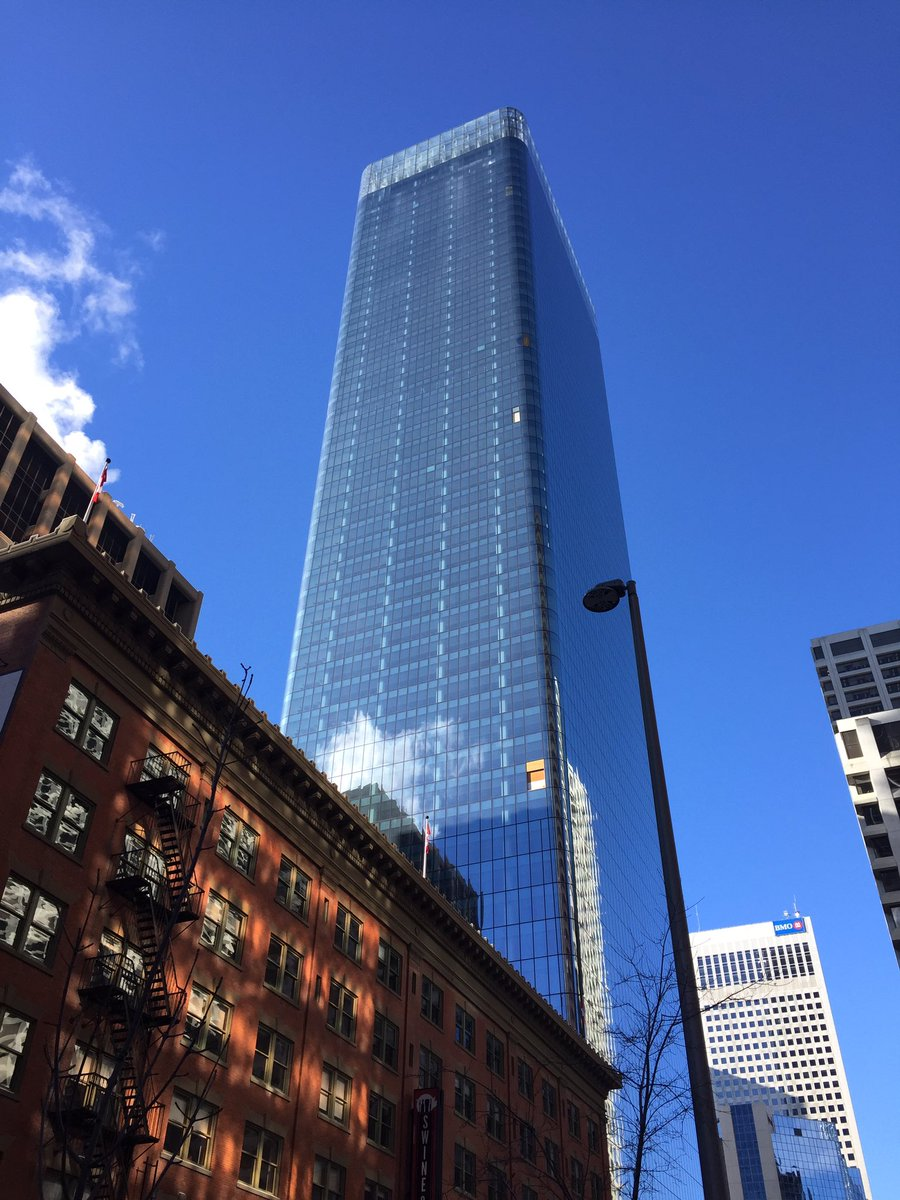
Brookfield Place

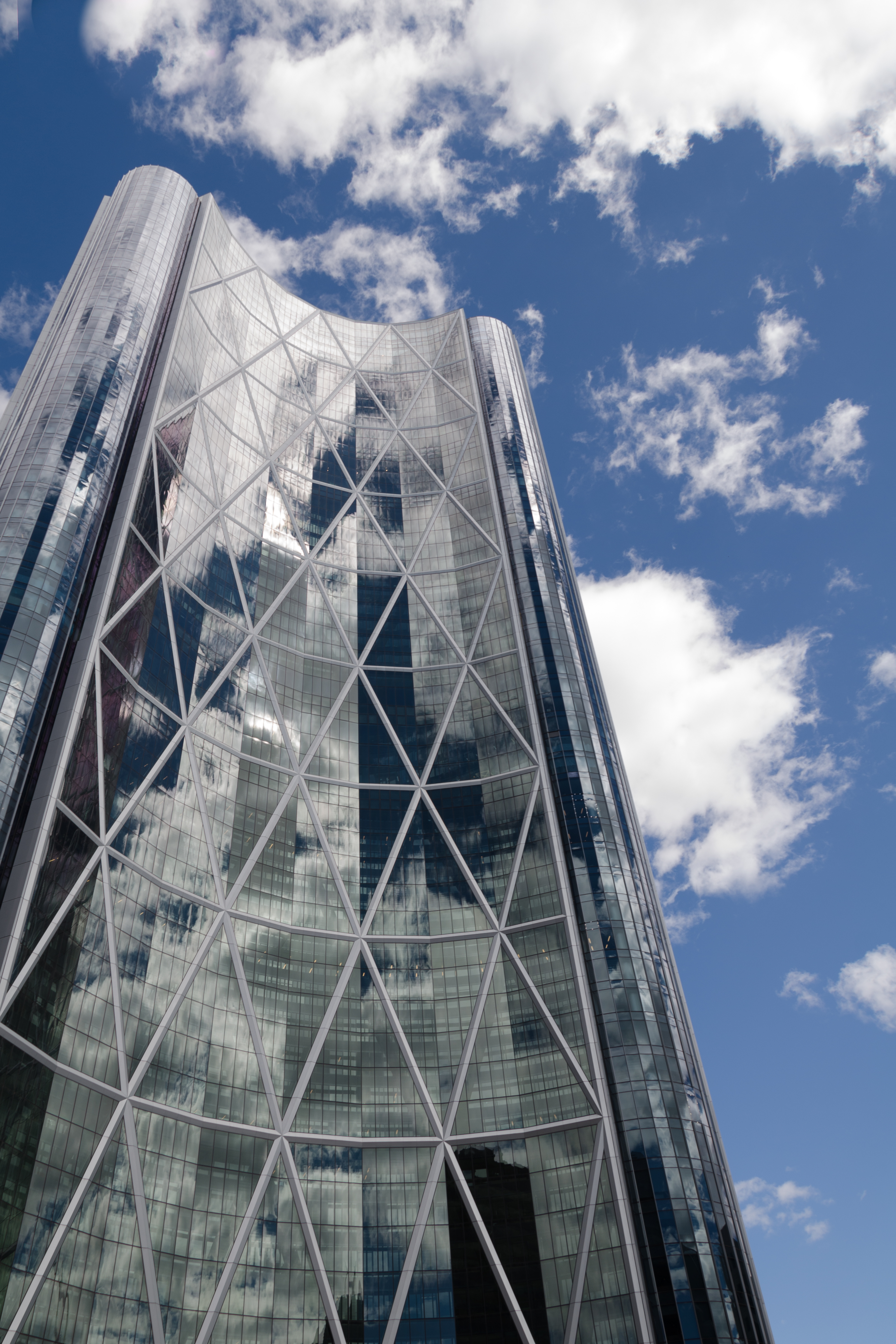
The Bow

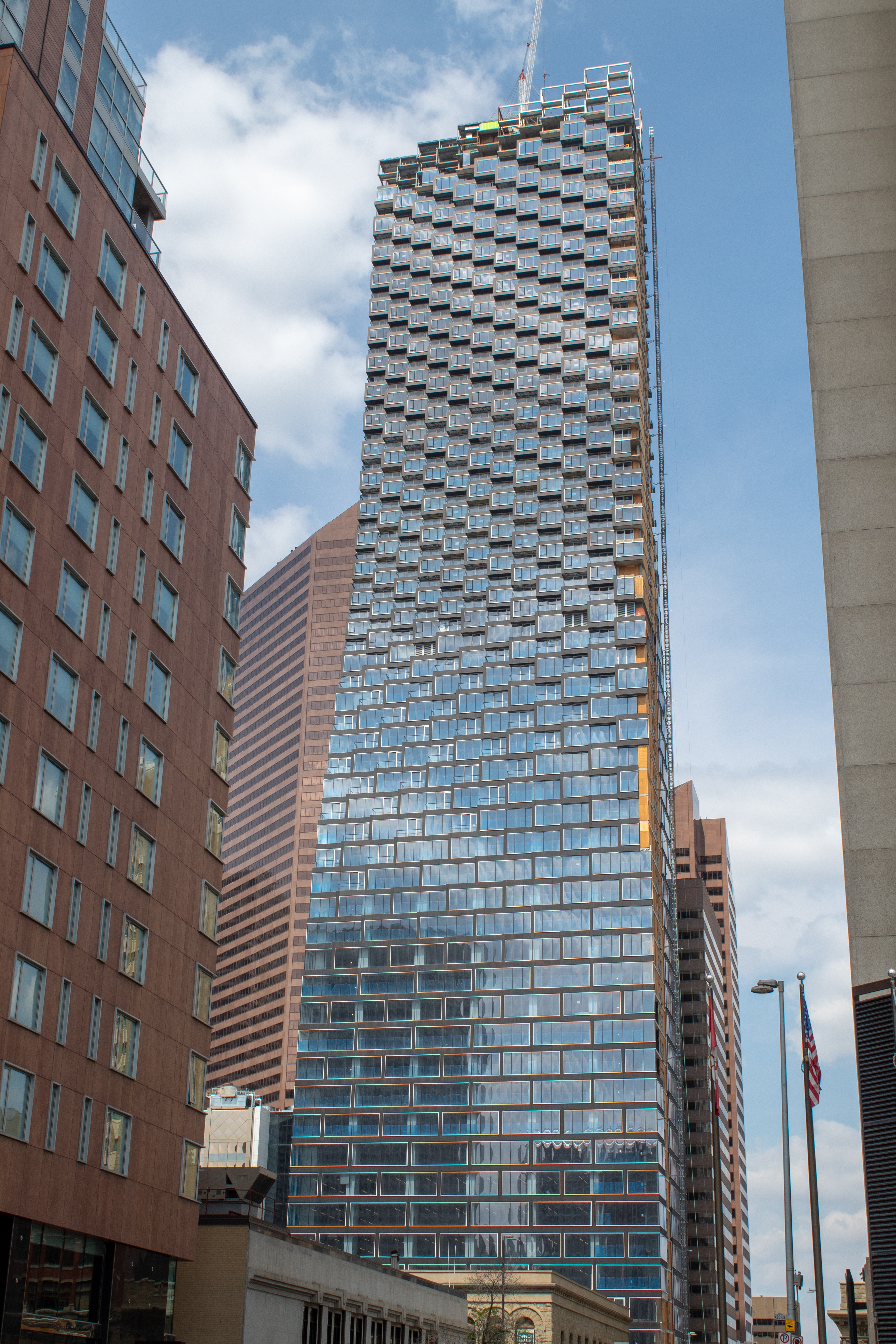
Telus Sky w bodowie, maj 2019

| Rank | Budynek                        | Adres               | Wysokość       | Piętra | Zakończony | Fotograf                     |
| ---- | ------------------------------ | ------------------- | -------------- | ------ | ---------- | ---------------------------- |
| 1    | Brookfield Place               | 210 7 Avenue SW     | 247 m (810 ft) | 56     | 2017       | Brookfield Place East        |
| 2    | The Bow                        | 500 Centre Street S | 236 m (774 ft) | 58     | 2012       | The Bow                      |
| 3    | Telus Sky                      | 619 Centre Street S | 222 m (728 ft) | 60     | 2020       | Telus Sky                    |
| 4    | Suncor Energy Centre - West    | 150 6 Avenue SW     | 215 m (705 ft) | 53     | 1984       | Suncor Energy Centre         |
| 5    | Eighth Avenue Place I          | 525 8 Avenue SW     | 212 m (696 ft) | 51     | 2011       | Eighth Avenue Place          |
| 6    | Bankers Hall - West            | 888 3 Street SW     | 197 m (646 ft) | 52     | 2000       | Bankers Hall - West          |
| 7    | Bankers Hall - East            | 855 2 Street SW     | 197 m (646 ft) | 52     | 1989       | Bankers Hall - East          |
| 8    | Calgary Tower                  | 101 9th Avenue SW   | 191 m (627 ft) |        | 1968       | Tower from below             |
| 9    | Centennial Place - East        | 520 - 3rd Avenue SW | 182 m (597 ft) | 41     | 2010       | Centennial Place             |
| 10   | Eighth Avenue Place II         | 585 8 Avenue SW     | 177 m (581 ft) | 41     | 2014       | Eighth Avenue Place II       |
| 11   | Canterra Tower                 | 400 3 Avenue SW     | 177 m (581 ft) | 45     | 1988       | Canterra Tower               |
| 12   | TransCanada Tower              | 450 1 Street SW     | 177 m (581 ft) | 38     | 2001       | TransCanada Tower            |
| 13   | Jamieson Place                 | 308 4 Avenue SW     | 172 m (564 ft) | 38     | 2009       | Jamieson Place               |
| 14   | First Canadian Centre          | 350 7 Avenue SW     | 167 m (548 ft) | 41     | 1982       | First Canadian Centre        |
| 15   | Western Canadian Place - North | 707 8 Avenue SW     | 164 m (538 ft) | 41     | 1983       | Western Canadian Place North |